# Hugh Eaton
Hugh Eaton (ur. 10 lipca 1899, zm. w lipcu 1988) – brytyjski kierowca wyścigowy.

## Kariera
W wyścigach samochodowych Eaton startował głównie w wyścigach samochodów sportowych. W 1930 roku Brytyjczyk odniósł zwycięstwo w klasie 3 24-godzinnego wyścigu Le Mans, a w klasyfikacji generalnej uplasował się na trzeciej pozycji.